# Tramwaje w Słowenii
Tramwaje w Słowenii – systemy komunikacji tramwajowej działające dawniej w Słowenii.

## Charakterystyka
Na terenie dzisiejszej Słowenii istniały historycznie dwa systemy tramwajowe. Najstarszym był system w Lublanie, oddany do użytku w 1901 r., gdy miasto wchodziło w skład Austro-Węgier. W 1912 r. tramwaje uruchomiono w Piranie, który wówczas także był miastem austro-węgierskim. 
Lublańskie tramwaje zlikwidowano w 1958 r., gdy miasto wchodziło w skład Socjalistycznej Federacyjnej Republiki Jugosławii, i zastąpiono trolejbusami. Tramwaje w Piranie przestały kursować wcześniej, w 1953 r., w okresie przynależności miasta do Wolnego Terytorium Triestu.

## Systemy
| Miasto lub obszar | Operator                               | Rozstaw | Długość sieci | Data     | Data           | Data       | Artykuł                                    |
| Miasto lub obszar | Operator                               | Rozstaw | Długość sieci | otwarcia | elektryfikacji | likwidacji | Artykuł                                    |
| ----------------- | -------------------------------------- | ------- | ------------- | -------- | -------------- | ---------- | ------------------------------------------ |
| Lublana           | Električna Cestna Železnica            | 1000 mm | 21,4 km       | 1901     | 1901           | 1958       | Tramwaje w Lublanie                        |
| Piran             | Elektrische Kleinbahn Pirano–Portorose | 760 mm  | 5,45 km       | 1912     | 1912           | 1953       | Linia tramwajowa Piran – Portorož – Lucija |